# Ȧ
Cette page contient des caractères spéciaux ou non latins. S’ils s’affichent mal (▯, ?, etc.), consultez la page d’aide Unicode.
Ȧ (minuscule : ȧ), ou A point suscrit, est une lettre latine utilisée dans les alphabets du cheyenne, du rotuman, du temné, de l’ulithi. Il a aussi été utilisé comme symbole phonétique pour représenter la voyelle ouverte centrale, en API /ä/. Elle est composée de la lettre A diacritée d’un point suscrit.

## Utilisation
Le ȧ a été brièvement utilisé dans le Weltalphabet de Johann Martin Schleyer et dans l’alphabet volapük comme alternative à la lettre ä, avant d’être remplacé par la lettre ꞛ.
En ulithi, ‹ ȧ › a été utilisé dans l’alphabet proposé par Sohn Ho-Min et Byron W. Bender dans leur grammaire publiée en 1973,

## Représentations informatiques
Le A point suscrit peut être représenté avec les caractères Unicode suivants :
- précomposé (latin étendu B) – cette forme a été codée dans Unicode pour faciliter la décomposition des caractères ‹ Ǡ ǡ › :

| formes    | représentations | chaînes de caractères | points de code | descriptions                            |
| --------- | --------------- | --------------------- | -------------- | --------------------------------------- |
| capitale  | Ȧ               | Ȧ                     | U+0226         | lettre majuscule latine a point en chef |
| minuscule | ȧ               | ȧ                     | U+0227         | lettre minuscule latine a point en chef |

- décomposé (latin de base, diacritiques) :

| formes    | représentations | chaînes de caractères | points de code | descriptions                                        |
| --------- | --------------- | --------------------- | -------------- | --------------------------------------------------- |
| capitale  | Ȧ               | A◌̇                    | U+0041 U+0307  | lettre majuscule latine a diacritique point en chef |
| minuscule | ȧ               | a◌̇                    | U+0061 U+0307  | lettre minuscule latine a diacritique point en chef |

## Sources
- (en) Mark Davis, Proposal to add the letters LATIN SMALL / CAPITAL LETTER A WITH DOT ABOVE to the BMP (no N1838), 2 septembre 1998 (lire en ligne)
- (en) Mark Davis, Proposal to add four binary completion letters to the BMP, ISO/IEC JTC1/SC2/WG2 N1838, 15 septembre 1998 (lire en ligne)
- (de) « Ein Weltalphabet », Archiv für Post und Telegraphie, vol. 6, no 17,‎ septemre 1878, p. 534-537 (lire en ligne)
- (en) Ho-Min Sohn et Byron W. Bender, A Ulithian grammar, Canberra, Pacific Linguistics, coll. « Pacific Linguistics Series C » (no 27), 1973 (ISBN 0-85883-098-1, DOI 10.15144/pl-c27, hdl 1885/146585, lire en ligne)